# Cinema marginal
Cinema marginal (também chamado de cinema de invenção, cinema marginalizado ou udigrúdi) foi um movimento cinematográfico brasileiro que se propagou pelo país entre meados de 1968 e 1973, tendo como principais produtoras a Boca do Lixo em SP e a Belair Filmes no RJ. Surgindo de uma relação paradoxal de diálogo e ruptura com o Cinema Novo e associado ao movimento revolucionário e de guerrilha, o cinema marginal pregava a ideologia da contracultura, além de criar uma abertura de diálogo lúdico e intertextual com o classicismo narrativo hollywoodiano e as chanchadas.
Tendo uma forte relação com o tropicalismo, o cinema marginal também sofreu grande repressão e censura pela ditadura que se instaurava no Brasil devido aos seus filmes extremistas de teor sexual, violento e que seguiam a chamada estética do lixo. Dentre seus representantes mais importantes estão Rogério Sganzerla (O Bandido da Luz Vermelha, A Mulher de Todos), Júlio Bressane (Matou a Família e foi ao Cinema, O Anjo Nasceu) e Ozualdo Candeias (A Margem, A Herança).

## Antecedentes e influências
A partir da segunda metade da década de 60, o cinema brasileiro começou a passar por um processo de industrialização. Enquanto o Cinema Novo tentava negociar com o espectador os níveis de invenção e experimentalismo com aquilo que já lhe é familiar e mais “fácil” de ser assistido, num “equilíbrio” entre o convencional e o ousado, surgia um grupo de jovens cineastas que se decepcionava com os rumos que o cinema brasileiro tomava, cada vez mais “domado”, cada vez mais distante de uma ideologia revolucionária e de confronto. Apesar da hostilidade desses novos cineastas em relação ao que o Cinema Novo se torna, levando-os até mesmo a parodiar o Cinema Novo em alguns momentos, o movimento marginal que começa a nascer ainda dialoga por um lado com algumas das características cinemanovistas presentes principalmente no começo da década.
De acordo com Luís Alberto Rocha Melo, deve-se analisar a estrutura formal dos filmes marginais levando em conta suas relações com cinema culto e cinema comercial, além de ressaltar o pensamento de Remier (responsável pela mostra Cinema brasileiro: a vergonha de uma nação, na Cinemateca Brasileira em 2004) de que existem influências que não costumam ser mencionadas pela historiografia brasileira, presentes em filmes policiais, eróticos, de espionagem ou faroeste, muito visíveis na filmografia de filmes importantes do cinema marginal, como O Bandido da Luz Vermelha.
No que diz respeito às relações com o cinema culto, temos a tradição das vanguardas europeias e modernismo brasileiro como antecedentes, enquanto pelo viés do cinema comercial – não por um interesse no circuito comercial, mas por uma relação com o popular, ligado a liberdade formal e anti-intelectual onde os antecedentes são as vanguardas dos anos 20 (principalmente a francesa e soviética), que pregavam um cinema como uma nova língua, antiliterária, deseducada, popular e revolucionária, e num outro âmbito a chanchada e o cinema clássico narrativo, abordados geralmente de maneira lúdica.
Essa volta ao passado na busca por influências parte da vontade de alcançar uma pré-linguagem, de se fazer um cinema que parta da descontinuidade e caos, um cinema bárbaro.

## Cinema marginal, tropicalismo e ditadura
O tropicalismo, ou tropicália, foi um movimento musical cujas características foram absorvidas por diversas outras esferas culturais, inclusive no cinema. De cunho vanguardista, o movimento elaborava críticas sociais e políticas de forma inovadora e criativa. No cinema, o tropicalismo se apresentou, por exemplo, através do caráter alegórico e paródico de “Manhã Cinzenta”, longa de 1969 dirigido por Olney São Paulo que faz um retrato experimental do movimento estudantil no contexto da ditadura. As trilhas sonoras dos filmes marginais desse período também costumavam ser assinadas por músicos tropicalistas, como no próprio Manhã Cinzenta quando numa determinada sequência ouve-se “É Proibido Proibir” de Caetano Veloso ou em Copacabana Mon Amour (Rogério Sganzerla, 1969) que conta com uma trilha original composta por Gilberto Gil. Além desses aspectos, a tropicália e o cinema marginal também compartilhavam o fato de sofrerem duramente a repressão da ditadura. A censura reprimia a ousadia estética do grotesco que era típico do cinema marginal, por exemplo, como dedos no nariz, gemidos e até emissões de voz pouco articuladas. A grande maioria dos filmes desse movimento, então, acabava sendo marginalizada dos circuitos exibidores e estava fadada a circuitos alternativos ou festivais internacionais. Dessa forma, os filmes do cinema marginal acabaram tornando-se cult, estudados por pesquisadores brasileiros e admirados no meio universitário.

## Cinema marginal x Cinema novo
O Cinema Novo e o Cinema Marginal foram dois movimentos importantíssimos do cinema brasileiro no período entre as décadas de 1960 e 1970, que se opunham em alguns aspectos, mas ao mesmo tempo se tangenciavam em outros. Enquanto o primeiro, por exemplo, defendia a estética da fome e uma preocupação com as questões culturais, buscando uma linguagem propriamente brasileira para retratar as histórias e os costumes nacionais, o segundo optava pela realização de um cinema despreocupado, grotesco, carnavalizador e paródico, dando protagonismo à violência e ao absurdo que fazem parte do cotidiano do povo marginalizado na sociedade brasileira. Se o Cinema Novo seguia pelo caminho do cinema de espetáculo, o Cinema Marginal o rejeitava com o predomínio do kitsch, do burlesco e das imagens sujas e desfocadas. Todavia, o teórico Jean Claude Bernadet, em seu artigo “Cinema marginal?” publicado pela Folha de S.Paulo em junho de 2001, faz provocações acerca dessa separação entre os filmes considerados do Cinema Novo e os filmes do Cinema Marginal, levando em consideração seus pontos em comum. Primeiro, ele parte de algumas coincidências no que se refere aos processos de produção, como o fato de ambos os movimentos contarem com baixos orçamentos e a própria concepção de “cinema de autor” introduzida no país pelo Cinema Novo e mais tarde incorporada também pelo Cinema Marginal. Bernadet também fala sobre a teatralização do espaço comum aos dois cinemas, quando determinadas cenas são filmadas de modo que a ação seja representada como num palco, pela perspectiva de uma câmera frontal. São citados como exemplos as cenas na mansão do Parque Lage em Terra em Transe de Glauber Rocha, as canções de Brasil ano 2000, a dança no cemitério em Orgia, etc. A relação entre os dois movimentos não se dava apenas através dessas diferenças ou congruências, mas existia também uma relação de interesse mútuo entre os diretores. Não era segredo a admiração de Bressane e Sganzerla pelos trabalhos de Glauber Rocha e Paulo Cezar Saraceni, por exemplo. Inclusive, Rocha também experimentou um pouco da marginalidade em Câncer, longa de 1972.

## Ideologia e características
Pode-se dizer que os cineastas desse movimento carregavam consigo a ideologia da contracultura, com o intuito de contestar o cinema inofensivo da indústria que vinha sendo realizado pelo considerado cinema moderno brasileiro.
Como afirma Ruy Gardnier, o cinema marginal seguia “O ideal de uma arte à altura de seus personagens, desgarrados, à deriva, entre um horizonte e outro da estrada, em eterno presente. […] Não pretendiam apenas contestar o cinema convencional em seus conteúdos, mas acima de tudo abalar suas bases contestando sua própria estrutura, seus códigos de espectatorialidade, de construção narrativa, de linguagem visual e também de modelos de produção”.
Apesar de possuir características “gerais” que são visíveis na grande maioria dos filmes considerados marginais, como o baixo orçamento, um elogio do podre e da estética do lixo quase sempre presentes na cinematografia, desabonamento do psicologismo muito presente no cinema moderno elogiado pela crítica, realização de um cinema artesanal, com equipes pequenas, filmado muitas vezes em câmeras 16mm e Super-8 e tramas irônicas e debochadas, existia uma certa dicotomia entre aqueles filmes produzidos em SP, principalmente pela Boca do Lixo, o que chegou a ser chamado de “marginal cafajeste”, e aqueles produzidos no RJ, principalmente pelos responsáveis pela Belair.
Por um lado, o marginal cafajeste realizava filmes com algum intuito comercial, o que levava a uma certa preocupação com a narrativa, além de títulos de apelo erótico para chamar a atenção do público. Entre suas principais características estão o diálogo lúdico com aspectos desprezíveis da sociedade de consumo; uma estética trash inspirada (com um teor de deboche) nos filmes b hollywoodianos e cujo maior exemplo é o Zé do Caixão, de Mojica; e uma representação do disforme, do animalesco e do abjeto.
Enquanto isso, o cinema de Sganzerla, Bressane e demais nomes do marginal carioca, possuía uma completa despreocupação com as formas de exibição, sem se importar com a censura ou em conquistar um público. Era ainda um cinema de autor (também característico do Cinema Novo), com foco no mostrar ao invés do narrar, através do uso de planos longos com intuito de estimular a contemplação visual; havia muitas vezes uma fragmentação da narrativa, esta que muitas vezes se apresentava rarefeita e reiterada, e construindo um cinema do presente, isento de um passado explicador ou futuro compensador. Os filmes eram feitos para chocar e acordar, numa relação de agressão com o espectador, explorando o uso do corpo dos atores e retratando temas inspirados em Brecht e Artaud.
Os filme marginais podiam ser definidos como ultra-revolucionários, pois, se as montagens cinemanovistas partiam da crítica padrão à burguesia, filmes como o Bandido da Luz Vermelha davam uma forma de apontar para os diversos vilões sociais incrustados no cotidiano brasileiro da década de 60. É o caso da mídia, que na abertura de O Bandido da Luz Vermelha é tratada com sarcasmo e deboche através de uma narração policial sensacionalista. A classe média da época, onde se encontravam os sujeitos politicamente críticos e supostamente engajados (como os diretores do Cinema Novo) também não saiu ilesa: os valores burgueses são ali representados por símbolos e caricaturas irônicas, como o liquidificador e as roupas cafonas do protagonista Bandido.
É importante ressaltar que o cinema marginal - diferindo do cinema Underground americano, com o qual é frequentemente associado - não pretendia ser marginal, mas, sim, foi um cinema marginalizado pelos circuitos e pela censura (com raras exceções, entre estas O Bandido da Luz Vermelha). Devido a esse nome mal recebido por alguns cineastas (como os próprios Bressane e Sganzerla), outras expressões surgiram para definir o movimento; Udigrúdi, por Glauber Rocha, num aportuguesamento do termo underground; Cinema marginalizado, pelo diretor da Cinemateca do MAM, Cosme Alves Neto; e Cinema de Invenção, pelo crítico e cineasta (também inserido nesse movimento) Jairo Ferreira.
“Para o Udigrúdi, os pingos nos iis são colocados na declaração anárquica de que ‘quando você não pode mudar, você avacalha’, no dizer do tal Bandido da luz vermelha.”, como diria João Luiz Vieira.
Segundo o crítico espanhol Juan Manuel de Prada:
| “ | "No final da década de 1960, surgiu no Brasil o chamado cinema marginal, uma corrente disruptiva (como uma cisão radical do cinema novo de Glauber Rocha ou Nelson Pereira dos Santos) que, insatisfeita com as concessões que o movimento-mãe tinha feito à censura ou ao público, propõe uma série de filmes desgrenhados e transgressores, desdenhosos do circuito comercial, que buscavam inspiração nas propostas mais subversivas de Godard, Fuller ou Antonioni, mas também na brega delirante das chamadas chanchadas brasileiras, comédias ingênuas, com seu toque de carnaval plebeu, que nos anos setenta se tornariam pornochanchadas (o equivalente ao nosso "destape"), com o toque divertido típico daquelas latitudes. Os promotores do cinema marginal eram jovens de vinte e poucos anos), raivosos e sarcásticos ao mesmo tempo, menos retumbantes que os seus irmãos mais velhos do cinema novo e com um fundo de desdém niilista, que não hesitaram em misturar a nouvelle vague com subgéneros populares, num cocktail não adequado a todos os paladares. O resultado desta combinação muito livre são títulos como O bandido da luz vermelha (1968), A mulher de todos (1969) - ambos dirigidos por Rogério Sganzerla -talvez o mais talentoso cineasta do grupo-, ou o violento e místico O Anjo Nasceu (1969) de Júlio Bressane. | ” |

### Belair Filmes
Em 1969, no Festival de Brasília, Sganzerla estava presente com seu segundo longa-metragem, A mulher de todos, protagonizado por Helena Ignez, e Julio Bressane concorria com O Anjo Nasceu, filme que rompia completamente com sua anterior aproximação ao cinema-novismo. Esse encontro e a descoberta de estarem traçando rumos cinematograficamente semelhantes, somado ao dinheiro arrecadado por Sganzerla com o sucesso de A mulher de todos, o que Helena Ignez vinha recebendo com suas atuações no teatro e uma herança recebida por Bressane, serviram de pontapé para a fundação da Belair pelo trio, em janeiro de 1970.
Com o surgimento da Belair, o despojamento com a produção, realização e exibição dos filmes foi levado a um extremo. Em cerca de seis meses, a produtora lançou seis longa-metragens: "A Família do Barulho", "Cuidado Madame", "Barão Olavo, o horrível" (de Bressane) e "Sem essa, aranha", "Copacabana, mon amour", "Carnaval na Lama" (de Sganzerla), além de vários vídeos feitos em super 8 dos realizadores em momentos de festas, bastidores, etc, que juntos compunham a obra A Miss e o Dinossauro.
Sua preocupação sempre foi exclusivamente com a realização (e até mesmo nessa haviam momentos de improviso), sendo o público (e retorno financeiro) algo hipotético e praticamente irrelevante para os realizadores. Nenhum dos filmes entrou em circuito comercial, tendo geralmente exibições únicas (a maioria na Cinemateca do MAM).
Ainda em meados de 1970, Sganzerla, Bressane e Ignez são intimados pelos militares e precisam deixar o Brasil, partindo para um exílio na Inglaterra. No exílio continuam a produzir com outros realizadores marginais também exilados nessa época (71-72). Foram realizados Amor Louco (1971), Memórias de um Estrangulador de Loiras (1971), Lágrima Pantera (1971), A fada do Oriente (1972), de Bressane; Fora do Baralho de Sganzerla; Mangue-Bangue de Neville d’Almeida; Way Out e Forofina, de Sylvio Lanna.
Com o retorno ao Brasil em 1973, a produção tende a escassez.

### Boca do lixo
Diferente das outras produções do cinema de invenção pelo Brasil, a parte “marginal” da Boca do Lixo se inseriu em uma perspectiva mais comercial, produzindo filmes baratos, ágeis e eróticos, com liberdade criativa, mas visando sempre conquistar público para obter retorno financeiro.
O nascimento do cinema marginal nesse meio, se deu quando Ozualdo Candeias procurou a Boca em 1967 para financiamento de seu filme A margem. Entre 67 e 68 outros jovens cineastas também procuraram na Boca do Lixo por distribuidores e produtores que pudessem os ajudar com suas produções. Entre eles estavam Carlos Reichenbach, João Callegaro, Júlio Callasso, Andrea Tonacci, João Batista de Andrade, João Silvério Trevisan, Marcio Souza, Antonio Lima, Carlos Alberto Ebert, Jairo Ferreira, Sebastião de Souza e até mesmo Rogério Sganzerla.
Com ajuda do distribuidor Grecchi, Lima e Rechenbach conseguem rodar o filme "As Libertinas", que se torna um sucesso e fica 20 semanas em cartaz.
Grecchi também cooperou em Trilogia do terror, de Candeias, Person e Mojica; Orgia, o homem que deu cria, de Trevisan; Fantasticon, Os Deuses do Sexo, de Trautman e Marreco; e Corrida em Busca do Amor, de Reichenbach.
Além de Grecchi, A. P. Galante também cooperou com algumas produções marginais, como O Pornógrafo, de Callagaro; Em cada coração um punhal, de Sebastião de Souza, Rubens Siqueira e J. Batista de Andrade.
Em 1970, com a censura e as novas exigências do mercado, esses filmes foram se tornando cada vez mais inviáveis e consequentemente cada vez mais escassos, abrindo espaço para um novo gênero que começava a surgir; a pornochanchada.

### Outros realizadores
Além dos famosos realizadores cariocas e paulistas, houve uma também relevante produção marginal entre os mineiros e baianos. Dentre eles Sylvio Lana, com A Sagrada Família; José Sette de Barros com Um Filme 100% Brasileiro; Geraldo Veloso com Perdidos e Malditos; Paulo Bastos Martins com "O Anunciador, o homem das tormentas", André Luiz de Oliveira com "Meteorango Kid: Herói Intergalático" e Álvaro Guimarães com Caveira, my friend.

## Principais cineastas e filmes
Rogério Sganzerla
- O Bandido da Luz Vermelha
- A Mulher de Todos
- Sem Essa, Aranha

Júlio Bressane
- O Anjo Nasceu
- A família do barulho
- Matou a Família e Foi ao Cinema

Ozualdo Candeias
- A herança
- A Margem
- Trilogia do terror

Andrea Tonacci
- Bang bang

Neville d'Almeida
- Mangue Bangue
- The Night Cats

João Batista de Andrade
- Gamal, o delírio do sexo
- Em cada coração um punhal

Carlos Frederico Rodrigues
- O Lobo do Homem
- A Possuída dos Mil Demônios